# Queen of Jordan 2: The Mystery of the Phantom Pooper
"Queen of Jordan 2: The Mystery of the Phantom Pooper" é o vigésimo episódio da sexta temporada da série de televisão de comédia de situação norte-americana 30 Rock, e o 123.° da série em geral. Teve o seu argumento co-escrito pelo produtor supervisor Luke Del Tredici e pela editora executiva de enredo Tracey Wigfield, e foi realizado por Ken Whittingham. A sua transmissão original ocorreu nos Estados Unidos na noite de 3 de Maio de 2012 através da rede de televisão National Broadcasting Company (NBC). Dentre os artistas convidados, estão inclusos Mary Steenburgen, Tituss Burgess, Sherri Shepherd, Paula Leggett Chase, Moya Angela, Hannibal Buress, Zoya Bacai, Zuri Bacai, e Lynne Valley.
No episódio, uma sequela de "Queen of Jordan", Angie Jordan (interpretada por Shepherd) estreia a sua nova colecção de moda e traz consigo as câmaras intrometidas do seu reality show de volta aos estúdios do The Girlie Show with Tracy Jordan (TGS). No entanto, o programa de Angie acaba por focar-se em dramas que rodeiam Jack Donaghy (Alec Baldwin), que recebe notícias sobre a sua esposa Avery Jessup (Elizabeth Banks) e enfrenta os seus sentimentos para com Diana (Steenburgen), sua sogra.
Em geral, "The Mystery of the Phantom Pooper" foi recebido com opiniões positivas pela crítica especialista em televisão do horário nobre. De acordo com os dados revelados pelo sistema de mediação de audiências Nielsen Ratings, foi assistido por 3,04 milhões de telespectadores ao longo da sua transmissão original norte-americana, e recebeu a classificação de 1,4 e quatro de share no perfil demográfico dos telespectadores entre os dezoito aos 49 anos de idade.

## Produção

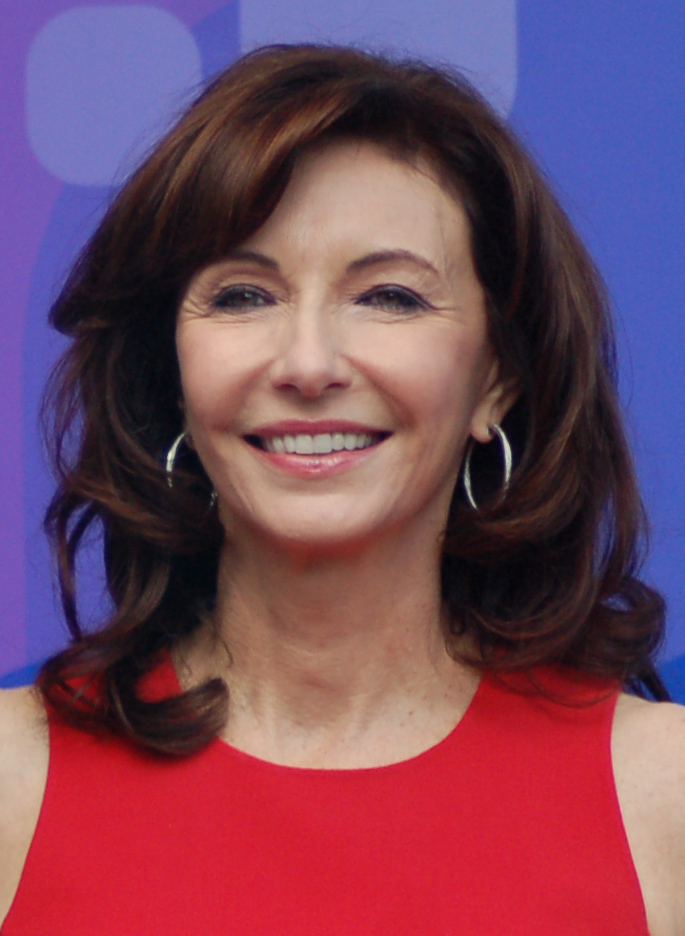
"Queen of Jordan 2: The Mystery of the Phantom Pooper" marcou a segunda participação de Mary Steenburgen em 30 Rock.

"The Mystery of the Phantom Pooper" é o vigésimo episódio da sexta temporada de 30 Rock. Teve o seu guião co-escrito por Luke Del Tredici, produtor supervisor, e Tracey Wigfield, editora executiva de enredo, enquanto a realização ficou a cargo de Ken Whittingham. Assim, marcou a segunda vez que Del Tredici escreve o argumento para um episódio, após "Leap Day", e a sétima vez de Wigfield, sendo "Dance Like Nobody's Watching" o seu último trabalho até então. Para Whittingham, foi o seu quinto crédito de realização, com "Queen of Jordan" sendo o último episódio realizado por ele.
Em Novembro de 2011, foi confirmada a participação da actriz Mary Steenburgen na sexta temporada de 30 Rock. A sua estreia foi no episódio "Hey, Baby, What's Wrong", no qual deu vida a Diana Jessup, sogra de Jack e mãe de Avery Jessup. Neste episódio, fez a sua terceira aparição em 30 Rock. "Queen of Jordan 2" marcou ainda a nona participação do comediante Hannibal Buress em 30 Rock, sendo "Leap Day" a sua aparição anterior, a interpretar um homem sem-abrigo homónimo que aparece em cena em momentos incovenientes às personagens principais. Além de actor, Buress trabalhou também como argumentista para o seriado ao longo das quinta e sexta temporadas, porém, despediu-se após apenas seis meses de trabalho.
"Queen of Jordan 2" foi um dos episódios de 30 Rock que fez menção à imortalidade da personagem Kenneth Parcell, uma piada que teve início na primeira temporada com o episódio "The Baby Show", no qual há um panfleto na secretária do Dr. Leo Spaceman que lê "Nunca Morre" com uma foto do estagiário no pano de fundo. Isto vem sendo demonstrado ao longo da série pela idade questionável de Kennth, detalhes inconclusíveis sobre a sua vida pessoal, possível calvície, e conhecimento enciclopédico sobre a história da televisão norte-americana que, segundo Madeline Raynor do portal Vulture, "faz você ponderar se ele não vivenciou em pessoa." Uma cena do episódio final de 30 Rock eventualmente confirmou a imortalidade da personagem. Em "Queen of Jordan 2", quando recebe um elogio de Jack por estar bem vestido, Kenneth responde que aprendeu tudo o que sabe sobre moda através do seu antigo colega de quarto John Mark Karr. Na vida real, Karr era um professor primária que confessou falsamente ter cometido o assassinato de JonBenét Ramsey em 2006.

## Enredo
As câmaras do Queen of Jordan, um programa de televisão estrelado por Angie Jordan (Sherri Shepherd), regressam aos estúdios do TGS. Jack Donaghy (Alec Baldwin) é informado pelo Departamento de Estado dos Estados Unidos, através de uma chamada telefónica, que a sua esposa Avery Jessup foi recuperada em uma troca de prisioneiros com a Coreia do Norte. Quando a mãe de Avery, Diana Jessup (Mary Steenburgen), vem auxiliar o reencontro, ela diz a Jack que eles não a devem contar sobre "eles." Então, ao se aperceberem que as câmaras captaram a interacção, tentam encontrar maneiras de alterar o significado do que disseram, o que culmina em uma mentira conjunta sobre a abertura de um restaurante russo deles naquela noite. No final da inauguração do restaurante, eles congratulam-se pelo sucesso e acabam por sucumbir aos seus impulsos e se beijam. Liz, tentando enconbrir o embaraço, diz que Jack beija a todo o mundo nos lábios, e Jack é então forçado a beijar todo o mundo da festa, inclusive a própria Liz e D'Fwan (Tituss Burgess).
Entretanto, Liz intenciona disfrutar a companhia de Virginia (Zoya/Zuri Bacai), filha de dois anos de Tracy Jordan (Tracy Morgan) e Angie, de modo a ganhar experiência para se preparar para a maternidade. No entanto, ela acaba por insultar a criança acidentalmente, o que resulta em uma rixa entre ambas, deixando Liz céptica sobre a sua aptitude para ser mãe. Quando Virginia vê Liz a salvar Jack do embaraço, fica impressionada pelo sacrifício da argumentista e termina a rixa. De maneira a celebrar a reconciliação, a rede de televisão Bravo! manda as duas em umas férias para a Somália.
Não obstante, Angie está focada no lançamento da sua nova linha de roupa chamada Cheek, incluindo um desfile de moda transmitido ao vivo na televisão. Ela dá sinais à Tracy que deseja que ele faça um gesto romântico no desfile, mas Tracy, por sua vez, prefere ficar a jogar jogos de vídeo. Ao se aperceber que Tracy não compareceu ao evento, Angie vai ao camarim do seu marido para ralhar com ele, porém repara que esta foi uma tentativa de Tracy de tentar criar uma confusão entre eles de modo a aumentar a audiência do Queen of Jordan. Então, eles discutem agressivamente e ameaçam se divorciar.

## Repercussão

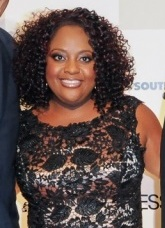
Um analista de televisão criticou o episódio por se ter dedicado à personagem de Sherri Shepherd.

Nos Estados Unidos. "The Mystery of the Phantom Pooper" foi transmitido pela NBC na noite de 3 de Maio de 2012 como o 123.° episódio de 30 Rock. De acordo com as estatísticas publicadas pelo sistema de mediação de audiências Nielsen Ratings, foi assistido em uma média de 3,04 milhões de agregados familiares durante a sua transmissão original norte-americana. Recebeu também a classificação de 1,4 e quatro de share no perfil demográfico dos telespectadores entre os dezoito aos 49 anos de idade, o que significa que foi visto por 1,4 por cento de todas as pessoas dos 18 aos 49 anos de idade, e por quatro por cento de todas as pessoas dos dezoito aos 49 anos de idade dentre as que estavam a assistir à televisão no momento da transmissão. Neste perfil demográfico, estes números permitiram a 30 Rock posicionar-se no número 27 da lista de todos os outros programas de televisão transmitidos no horário nobre daquela semana nos quatro canais de televisão principais — ABC, CBS, NBC e Fox — empatando com o seriado Community. Além disso, em relação ao episódio transmitido na semana anterior, "Live from Studio 6H", igualou a classificação e share. No perfil demográfico dos telespectadores masculinos entre os dezoito aos 34 anos de idade, 30 Rock alcançou o segundo posto, com concorrência adicional do canal The CW.
| Críticas profissionais | Críticas profissionais |
| Avaliações da crítica  | Avaliações da crítica  |
| Fonte                  | Avaliação              |
| ---------------------- | ---------------------- |
| The A.V. Club          | B+                     |
| Entertainment Weekly   | (positiva)             |
| ScreenCrush            | (negativa)             |
| Vulture                | (mista)                |

Breia Brissey, para a revista electrónica Entertainment Weekly, expressou muito agrado pelo episódio, apontando o enredo envolvendo Liz e Virginia como o mais engraçado. Meredith Blake, para o jornal de entretenimento The A.V. Club, atribuiu a classificação de B+, de uma escala de A à F, achou que "tal como o antecessor, 'Queen Of Jordan 2' acerta em cheio na sátira de reality shows sem fazer disso o único propósito do episódio. [...] Existe também um comentário muito inteligente no processo estranho da produção de reality shows espalhado por todo o episódio." No entanto, Britt Hayes, para o blogue ScreenCrush, sentiu que "Queen of Jordan 2" "dependeu muito de humor fácil e óbvio ao invés das piadas graciosas e frequentemente tresloucadas que amámos sobre 30 Rock, culminando em um episódio que parece menos como usando um tema e mais como dependendo de utensílios. ... é redundante e parece um pouco preguiçoso." Comentando sobre a participação de Sherri Shepherd, "cuja participação é irritante, e as suas participações apenas funcionam em doses pequenas. Ter um episódio inteiramente devotado à sua personagem é um investimento amaldiçoado." Não obstante, o episódio foi elogiado por ter satirizado a natureza premeditada de reality shows, através de sequências nas quais a camâra se move e, ao retornar, um objecto foi removido, substituído ou alterado. Embora tenha elogiado o retorno do conceito satírico na sua análise para o portal Vulture, Izzy Grinspan sentiu que o episódio não conseguiu viver à reputação do seu antecessor.